# 道孚香茶菜
道孚香茶菜（学名：[Isodon dawoensis] 错误：{{Lang}}：文本有斜体标记（帮助）），为唇形科香茶菜属下的一个植物种。

## 外部連結
- 道孚香茶菜甲素 Dawoensin A （页面存档备份，存于） 中草藥化學圖像數據庫 (香港浸會大學中醫藥學院) （中文）（英文）